# Mali Radić
Mali Radić (szerbül: Мали Радић) falu Bosznia-Hercegovinában, a Bosznia-hercegovinai Föderáció Una-Szanai kantonjában, Bosanska Krupa községben.

## Fekvése
Bosznia-Hercegovina északnyugati részén, Bihácstól légvonalban 17, közúton 21 km-re keletre, Bosanska Krupa központjától légvonalban 6, közúton 10 km-re délnyugatra fekvő dombos területen fekszik. A Radić-medencét a Grmeč-hegység lejtője választja ketté Veliki és Mali Radićra, amely a Badnjević (463 m.) kúpos tetejében (463 m.) végződik. A legmagasabb pontja Obljaj 533 méter magaslata, mely Zloimenjak falu fölé tornyosul. A faluban kevés a víz. Csak Kamenica, Javorac és Čatrnja forrásai vannak, de nyáron ezek is kiszáradnak. Csak Kovačević és Mazalica házai közelében találhatók kisebb tavacskák, ahol lehet inni egy kis vizet. A falu házcsoportokból áll, melyek szétszórva találhatók a víznyelő körül. Három településrésze Kamenica, Obljaj és Ravna Dolina. Közölük Kamenica fekszik a legnyugatabbra, a Badnjević magaslata alatt, Obljaj az azonos nevű hegy körül, míg Ravna Dolina egészen Vranjskáig terjed.

## Népessége
| Nemzetiségi csoport | Népesség 1991 | Népesség 2013 |
| ------------------- | ------------- | ------------- |
| Szerb               | 246           | 108           |
| Bosnyák             | 1             | 3             |
| Horvát              | 0             | 0             |
| Jugoszláv           | 0             | 0             |
| Egyéb               | 2             | 0             |
| Összesen            | 249           | 111           |

## Története
A régészeti leletek tanúsága szerint területe már a történelem előtti időkben is lakott volt. A határában emelkedő 533 méteres Obljaj nevű kerek domb platóján és felső lejtőin őskori erődített település maradványai találhatók.

## Nevezetességei
Őskori erődített település maradványai az Obljaj-dombon. A település belső sáncain kívül, melyek a domb platóját határolják, a domb lejtőin külső félköríves sáncok összetett rendszerének maradványai is láthatók.